# Euselasia hieronymi
Euselasia hieronymi är en fjärilsart som beskrevs av Frederick DuCane Godman och Osbert Salvin 1868. Euselasia hieronymi ingår i släktet Euselasia och familjen Riodinidae. Inga underarter finns listade i Catalogue of Life.